# محوطه چشمه زعفران
محوطه چشمه زعفران مربوط به سده‌های متاخر دوران‌های تاریخی پس از اسلام است و در شهرستان کهگیلویه، بخش چرام، دهستان چرام، ۱ کیلومتری القچین علیا واقع شده و این اثر در تاریخ ۷ خرداد ۱۳۸۷ با شمارهٔ ثبت ۲۲۹۸۳ به‌عنوان یکی از آثار ملی ایران به ثبت رسیده است.